# نعمة الله حسين
نعمة الله حسين حسن (1948 - 28 يونيو 2020) كاتبة وصحافية وناقدة مصرية، تنتمي إلى الجيل الثاني من نقاد السينما المصريين.

## الحياة العملية
شغلت نعمة الله حسين، منصب نائب رئيس تحرير مجلة «آخر ساعة» لسنوات طويلة ومثّلتها في العديد من المهرجانات السينمائية الدولية، كما كانت عضو المكتب الفني لمهرجان القاهرة السينمائي الدولي، ومستشاراً فنياً لعدد من المهرجانات العربية، من بينها مهرجان الإسكندرية السينمائي لدول البحر المتوسط، ومهرجان أيام السينما الجزائرية.

## التكريم
كرّمها مهرجان الإسكندرية السينمائي لدول البحر المتوسط في دورته الرابعة والثلاثين في أكتوبر 2018، وأصدر كتاباً عن مسيرتها النقدية قدمته الكاتبة السورية لمى طيارة.